# Маріель Гемінґвей
Маріель Гедлі Гемінґвей (англ. Mariel Hadley Hemingway; нар. 22 листопада 1961, Мілл-Веллі, Каліфорнія) — американська акторка та письменниця, онука письменника Ернеста Гемінґвея. Вона почала зніматися в 14 років, отримавши номінацію на «Золотий глобус» у фільмі «Губна помада» (1976), а також була номінована на премію «Оскар» і BAFTA за роль у «Манхеттені» Вуді Аллена (1979).
Вона зіграла головні ролі у фільмах «Особистий рекорд» (1982), «Зірка 80» (1983) і телесеріалі «Громадянська війна», за який вона була номінована на «Золотий глобус». Наприкінці 1990-х акторська кар'єра Хемінгуей сповільнилася, і вона зосередилася на пропаганді психічного здоров'я. Вона брала участь у відомому документальному фільмі Running from Crazy про боротьбу її родини з психічними захворюваннями.

## Раннє життя
Вона є дочкою Джека Хемінгуея та Байри Луїзи «Пак» Вітлсі. Її бабусею і дідусем по батьківській лінії були Ернест Гемінґвей і Хедлі Річардсон, а Грейс Холл Хемінгуей була її прабабусею по батьківській лінії.
Сестрами Хемінгуея були Джоан «Маффет» і Марґо Гемінґвей; остання була моделлю та актрисою.

## Вибрана фільмографія
| Рік       |     | Українська назва                   | Оригінальна назва                  | Роль                |
| --------- | --- | ---------------------------------- | ---------------------------------- | ------------------- |
| 1979      | ф   | Мангеттен                          | Manhattan                          | Трейсі              |
| 1983      | ф   | Зірка Плейбоя                      | Star 80                            | Дороті Страттен     |
| 1985      | ф   | Поганий сезон                      | The Mean Season                    | Крістін Коннеллі    |
| 1987      | ф   | Супермен 4: У пошуках миру         | Superman IV: The Quest for Peace   | Лесі Варфілд        |
| 1988      | ф   | Захід                              | Sunset                             | Шеріл Кінг          |
| 1991      | с   | Байки зі склепу                    | Tales from the Crypt               | Міранда Сінгер      |
| 1994      | ф   | Голий пістолет 33⅓: Остання образа | Naked Gun 33+1⁄3: The Final Insult | сама себе           |
| 1994—1995 | с   | Розанна                            | Roseanne                           | Шерон               |
| 1996      | ф   | Зловісний місяць                   | Bad Moon                           | Джанет Гаррісон     |
| 2002      | тф  | Увага, батьківський контроль       | Warning: Parental Advisory         | Тіппер Ґор          |
| 2002      | с   | Розслідування Джордан              | Crossing Jordan                    | Ліза Фромер         |
| 2007      | с   | Закон і порядок                    | Law & Order                        | Ешлі Джонс          |
| 2012      | тф  | Повстання зомбі                    | Rise of the Zombies                | доктор Лінн Снайдер |
| 2015      | док | Єдність                            | Unity                              | оповідач            |